# Manuel Lobo de Miranda Henriques
Manuel Lobo de Miranda Henriques (c. 1789/90 — Recife, 1856) foi um político brasileiro, provavelmente nascido na Paraíba, membro da família Miranda Henriques (por uma das suas bisavós paternas). Filho do sargento-mor Antonio Borges da Fonseca (sobrinho-neto do genealogista pernambucano) e da sua mulher d. Joaquina Filipa de Mello Albuquerque
Foi presidente das províncias de Alagoas, de 19 de maio de 1831 a 26 de novembro de 1832, do Rio Grande do Norte, de 23 de janeiro a 31 de julho de 1833, e da Paraíba por duas vezes, de 3 de março a 14 de abril de 1838 e de 17 de março a 7 de abril de 1839.
Casou com Ana Noberta da Silveira, filha do tenente-coronel Francisco José da Silveira, um dos revolucionários mortos na Revolução Pernambucana de 1817. Pais, entre outros, do senador do Império Francisco de Paula da Silveira Lobo e do jornalista e republicano Aristides Lobo.